# Ryan Kisor
Ryan Kisor, (Sioux City, 1973. április 12. –) amerikai dzsessztrombitás.

## Pályafutása
Ryan Kisor 1973-ban született az iowai Sioux Cityben, és négyévesen kezdett trombitálni. 1990-ben első díjat nyert a Thelonious Monk Institute elsőévesek „Louis Armstrong” trombitaversenyén. 1991-ben beiratkozott a Manhattan School of Musicba, ahol Lew Soloff trombitásnál tanult, majd 1994-ben csatlakozott a Lincoln Center Orchestra-hoz.
Kisor többek között a Mingus Big Banddel, a Gil Evans Orchestra-val, Horace Silverrel, Gerry Mulligannel és a Charlie Haden’s Liberation Music Orchestra-val, valamint a Carnegie Hall Jazz Banddel és a Philip Morris Jazz All-Starsszal lépett fel és/vagy készített felvételeket.
Amellett, hogy aktív mellékember volt, több albumot is rögzített zenekarvezetőként.

## Lemezek
- Minor Mutiny: Ravi Coltrane,[2] Jeff Siegel, 1992
- On the One: Christian McBride, Mulgrew Miller, Lewis Nash, Chris Potter, David Sánchez, Mark Turner, 1993
- Battle Cry: Peter Bernstein, Brian Blade, Sam Yahel, 1997
- Usual Suspects: Willie Jones III, John Webber, Peter Zak, 1998
- Poit of Arrival: Willie Jones III, John Webber, Peter Zak, 1998
- Power Source: James Genus, Gene Jackson, Chris Potter, 1999
- Kisor, 2000
- Kisor II, 2001
- The Dream: Eric Alexander, Willie Jones III, Renato Thoms, John Webber, Peter Zak, 2001
- Awakening: Peter Bernstein, Willie Jones III, Grant Stewart, Sam Yahel, 2002
- The Sidewinder, 2003
- Donna Lee, 2004
- This Is Ryan:Jason Paul Brown, Grant Stewart, John Webber, Peter Zak, 2005
- Live at Smalls, 2010

## Díjak
- Hét Grammy-díj jelölést kapott. 2011-ben Grammy-díjat nyert a Mingus Big Band Live at Jazz Standard legjobb dzsesszegyüttes albumáért.[3]